# Лумумба (напиток)

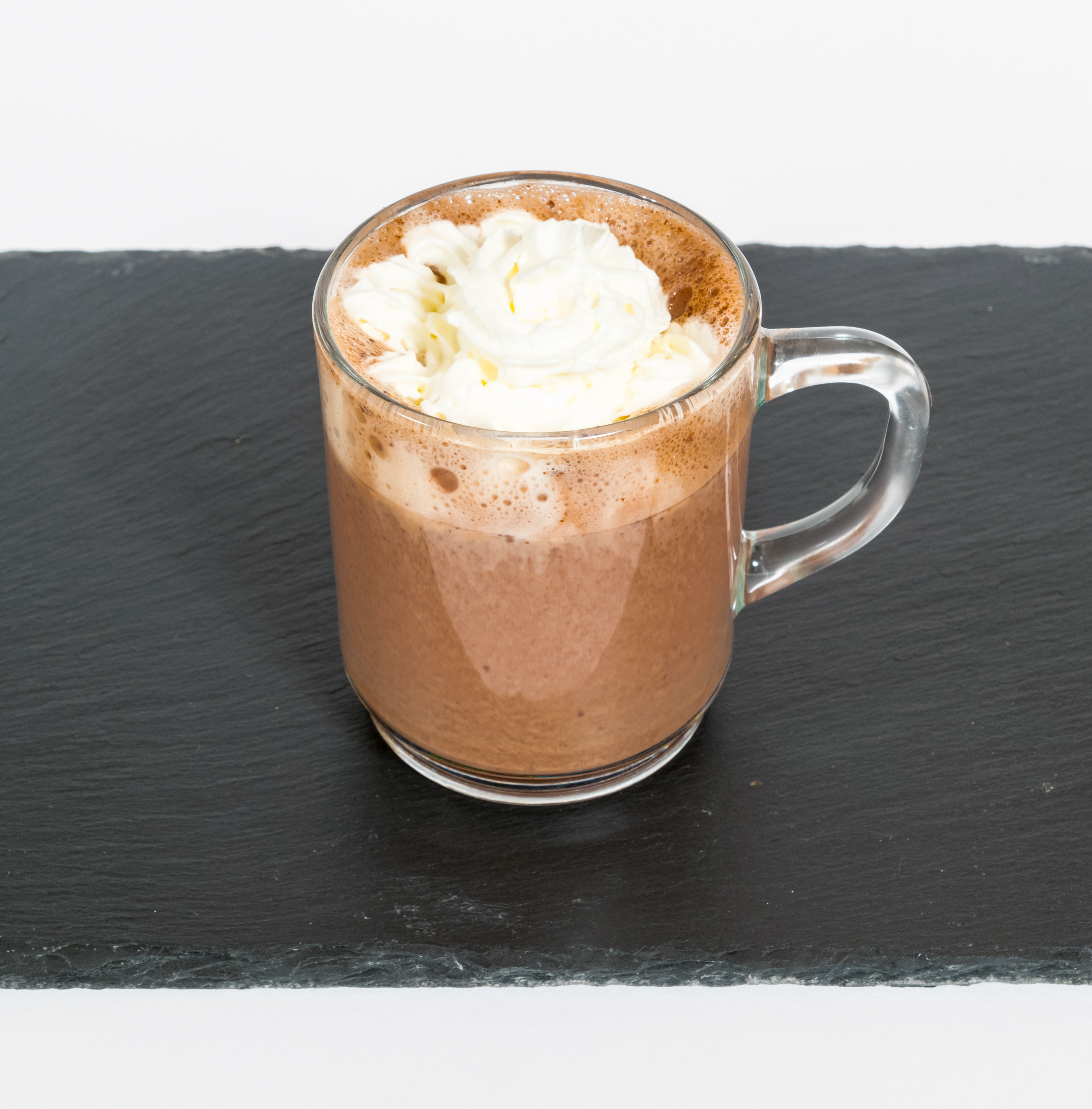
Горячий лумумба с бренди

«Луму́мба» (Lumumba) или «Мёртвая тётя» (нем. Tote Tante) — напиток на основе какао с добавлением алкоголя.
Состоит из горячего или холодного какао, в зависимости от этого может называться Hot Lumumba или Cold Lumumba, но в оригинальном рецепте используется холодный вариант. В него добавляют ром, иногда сверху кладут взбитые сливки. Вместо рома в альтернативных рецептах используют бренди или ликёр амаретто. Напиток распространен в северной Германии и особенно в Северной Фрисландии, а также в Нидерландах и Дании (под названием Tote Aunt). Напиток часто подают на рождественских ярмарках не только в Германии и Дании, но также в Австрии и Швейцарии. На западном побережье Дании и в Германии также есть похожая смесь — напиток с названием «фарисей» (нем. Pharisäer). Немецкий Pharisäer или датский farisæer, что означает фарисей — алкогольный кофейный напиток, который популярен в регионе Северная Фрисландия в Германии. Фарисей — это кружка чёрного кофе, двойная порция рома и сверху взбитые сливки. Содержание рома в напитке обсуждалось публично: в 1981 году суд Фленсбурга постановил, что 2 сантилитра (20 мл) рома недостаточно для приготовления настоящего Pharisäer.
Популярность этот лонг-дринк приобрёл в 60-е годы XX века в Западной Германии.
Неизвестно, почему название напитка связано с фамилией конголезского политика Патриса Лумумбы. Также нет сведений о том, в какой стране он появился впервые. Возможно, вначале напиток появился в Испании, где его изначально смешивали с крепким хересом. Некоторые считают, что он родом из северной земли Шлезвиг-Гольштейн. Из-за своего названия напиток был включён в обсуждение по переименованию названий напитков и еды, считающихся «расистскими», таких как мавр в рубашке, негритянский поцелуй или цыганский шницель (нем.).
Название «Мёртвая тётя» восходит к легенде, связанной с островом Фёр. Легенда гласит, что некая тётя эмигрировала в Америку из Фёра. Когда она умерла, она хотела, чтобы её похоронили дома. Но перевозка тела была слишком дорогой, поэтому тело упаковали в короб, в котором на Фёр отправляли какао.
Напиток попал в криминальный роман «Трижды мёртвая тётя» писателя из Гамбурга Кришана Коха (Krischan Koch), триллеры которого в основном происходят в земле Шлезвиг-Гольштейн, особенно в вымышленном городе Фреденбюль.